# Le Visiteur de la nuit
Pour plus de détails, voir Fiche technique et Distribution.
Le Visiteur de la nuit (titre original : The Night Visitor) est un film américano-suédois de László Benedek sorti en 1971.

## Synopsis
Accusé d'un meurtre à la hache qu'il n'a pas commis, Salem est reconnu coupable pour « cause de folie » et se retrouve enfermé dans un asile d'aliénés. Parvenant à s'échapper, il est bien déterminé à retrouver sa sœur et le mari de cette dernière, les croyant responsables du crime...

## Fiche technique
- Titre original : The Night Visitor
- Réalisation : László Benedek
- Scénario : Guy Elmes et Sam Roecca
- Photographie : Henning Kristiansen
- Montage : Bill Blunden
- Musique : Henry Mancini
- Décors : P.A. Lundgren
- Producteur : Mel Ferrer
- Pays de production :  États-Unis |  Suède
- Genre : Film d'horreur, Thriller
- Durée : 106 minutes (1 h 46)
- Dates de sortie :
  - États-Unis : 10 février 1971 (New York), 12 mai 1971 (San Francisco)
  - Suède : 7 février 1972

## Distribution
- Max von Sydow (VF : René Bériard) : Salem
- Trevor Howard (VF : Jacques Thébault) : l'inspecteur
- Liv Ullmann (VF : Sylvie Moreau) : Ester Jenks
- Per Oscarsson : Dr Anton Jenks
- Rupert Davies : M. Clemens
- Andrew Keir (VF : Roger Lumont) : Dr Kemp
- Jim Kennedy : Carl
- Arthur Hewlett (VF : Jean Violette) : Pop
- Hanne Bork : Emmie
- Gretchen Franklin : Mrs. Hansen
- Bjørn Watt-Boolsen (VF : Jean Violette) : M. Torens
- Lotte Freddie : Britt Torens